# Vieux-Pont
Vieux-Pont ist eine französische Gemeinde mit 200 Einwohnern (Stand: 1. Januar 2022) im Département Orne in der Region Normandie. Sie gehört zum Arrondissement Argentan und ist Mitglied im Gemeindeverband Terres d’Argentan Interco. Die Einwohner werden Vipontois und Vipontoises genannt.
Die Gemeinde erhielt 2023 die Auszeichnung „Eine Blume“, die vom Conseil national des villes et villages fleuris (CNVVF) im Rahmen des jährlichen Wettbewerbs der blumengeschmückten Städte und Dörfer verliehen wird.

## Geografie

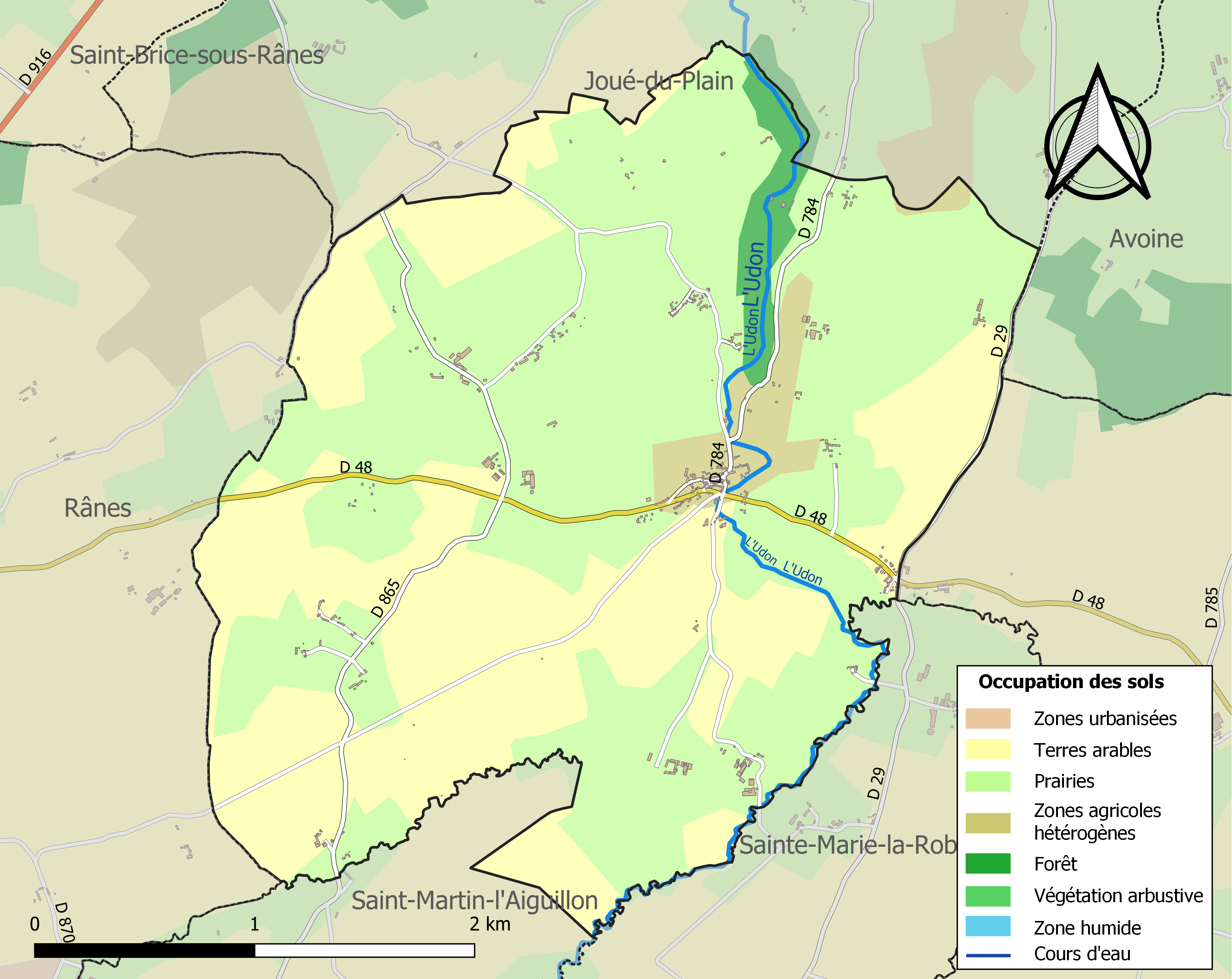
Bodennutzung, Hydrografie und Infrastruktur der Gemeinde (2018)

Vieux-Pont liegt etwa 14 Kilometer südwestlich von Argentan und etwa 30 Kilometer nordwestlich von Alençon in der Région naturelle Pays d’Houlme am Rand des Regionalen Naturparks Normandie-Maine. Der Udon, ein Nebenfluss der Orne, begrenzt zunächst die Gemeinde im Südosten, bevor er seine Richtung wechselt und das nördliche Gemeindegebiet durchströmt. Das Flüsschen Rânette durchquert das Gemeindegebiet aus Westen kommend, bevor es beim Zentrum in den Udon mündet. Das Zentrum liegt auf einer Höhe von etwa 185 m. Das Relief des Gebiets fällt im Norden im Tal des Udon auf 169 m ab und steigt im Norden andererseits beiderseits des Udon sowie auch im Südwesten jeweils auf über 210 m an.
Teile des Gebiets von Vieux-Pont gehören zum Natura 2000-Schutzgebiet „Haute vallée de l'Orne et affluents“ (FR2500099). Rund 98 % der Fläche der Gemeinde werden landwirtschaftlich, hauptsächlich als Grünland genutzt (rund 57 %), rund 2 % sind bewaldet, hauptsächlich im Norden im Udontal (Stand: 2018).
Vieux-Pont wird umgeben von den Nachbargemeinden Joué-du-Plain im Norden, Avoine im Nordosten, Boucé im Osten, Sainte-Marie-la-Robert im Südosten, Saint-Martin-l’Aiguillon im Süden und Rânes im Westen.

## Bevölkerungsentwicklung

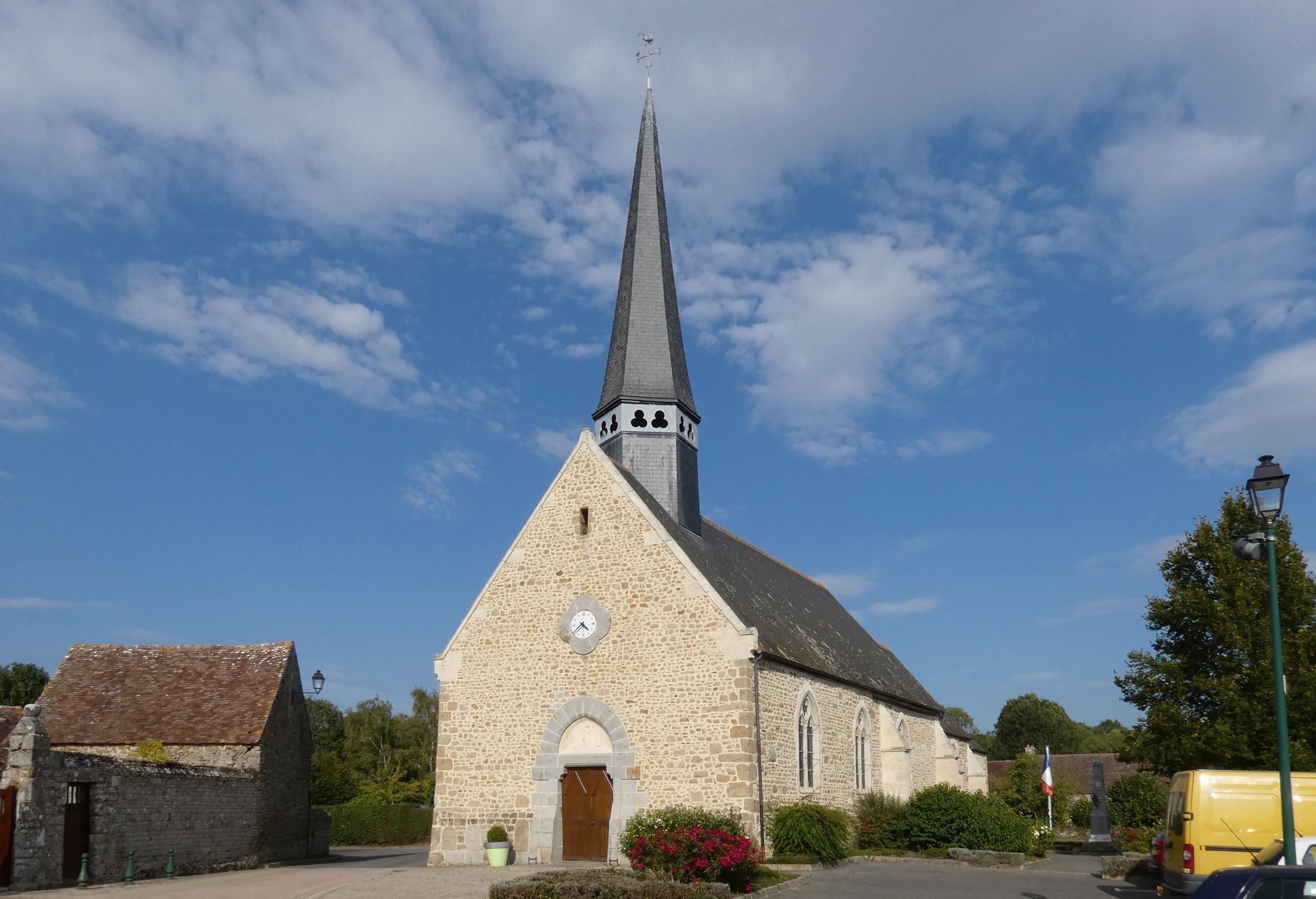
Kirche Saint-Hilaire

| Vieux-Pont: Einwohnerzahlen von 1793 bis 2020                                                                              | Vieux-Pont: Einwohnerzahlen von 1793 bis 2020 | Vieux-Pont: Einwohnerzahlen von 1793 bis 2020 | Vieux-Pont: Einwohnerzahlen von 1793 bis 2020 | Vieux-Pont: Einwohnerzahlen von 1793 bis 2020 |
| --- | --------------------------------------------- | --------------------------------------------- | --------------------------------------------- | --------------------------------------------- |
| Jahr |                                               |                                               |                                               | Einwohner                                     |
| 1793 | 1793                                          |                                               | 736                                           | 736                                           |
| 1800 | 1800                                          |                                               | 737                                           | 737                                           |
| 1806 | 1806                                          |                                               | 721                                           | 721                                           |
| 1821 | 1821                                          |                                               | 650                                           | 650                                           |
| 1836 | 1836                                          |                                               | 722                                           | 722                                           |
| 1841 | 1841                                          |                                               | 703                                           | 703                                           |
| 1846 | 1846                                          |                                               | 651                                           | 651                                           |
| 1851 | 1851                                          |                                               | 619                                           | 619                                           |
| 1856 | 1856                                          |                                               | 550                                           | 550                                           |
| 1861 | 1861                                          |                                               | 555                                           | 555                                           |
| 1866 | 1866                                          |                                               | 512                                           | 512                                           |
| 1872 | 1872                                          |                                               | 503                                           | 503                                           |
| 1876 | 1876                                          |                                               | 518                                           | 518                                           |
| 1881 | 1881                                          |                                               | 495                                           | 495                                           |
| 1886 | 1886                                          |                                               | 476                                           | 476                                           |
| 1891 | 1891                                          |                                               | 434                                           | 434                                           |
| 1896 | 1896                                          |                                               | 393                                           | 393                                           |
| 1901 | 1901                                          |                                               | 424                                           | 424                                           |
| 1906 | 1906                                          |                                               | 404                                           | 404                                           |
| 1911 | 1911                                          |                                               | 356                                           | 356                                           |
| 1921 | 1921                                          |                                               | 305                                           | 305                                           |
| 1926 | 1926                                          |                                               | 312                                           | 312                                           |
| 1931 | 1931                                          |                                               | 290                                           | 290                                           |
| 1936 | 1936                                          |                                               | 306                                           | 306                                           |
| 1946 | 1946                                          |                                               | 331                                           | 331                                           |
| 1954 | 1954                                          |                                               | 312                                           | 312                                           |
| 1962 | 1962                                          |                                               | 331                                           | 331                                           |
| 1968 | 1968                                          |                                               | 310                                           | 310                                           |
| 1975 | 1975                                          |                                               | 276                                           | 276                                           |
| 1982 | 1982                                          |                                               | 244                                           | 244                                           |
| 1990 | 1990                                          |                                               | 233                                           | 233                                           |
| 1999 | 1999                                          |                                               | 204                                           | 204                                           |
| 2006 | 2006                                          |                                               | 212                                           | 212                                           |
| 2013 | 2013                                          |                                               | 204                                           | 204                                           |
| 2020 | 2020                                          |                                               | 198                                           | 198                                           |
| Quelle(n): EHESS/Cassini bis 1999, INSEE ab 2006 Anmerkung(en): Ab 1962 offizielle Zahlen ohne Einwohner mit Zweitwohnsitz |                                               |                                               |                                               |                                               |

## Sehenswürdigkeiten
- Herrenhaus, genannt Le Désert, aus dem 16./17. Jahrhundert, Fassaden und Dächer seit 1995 als Monument historique eingeschrieben
- Kirche Saint-Hilaire aus dem 19. Jahrhundert

## Verkehr
Die Departementsstraße D 48 führt westlich nach Rânes und östlich nach Boucé. Die nachgeordneten Departementsstraßen D 29, D 784 und D 865 sowie lokale Landstraßen verbinden die Weilern der Gemeinde und Nachbargemeinden.